# Buffy l'ammazzavampiri: Sacrificio
Buffy l'ammazzavampiri: Sacrificio (Buffy the Vampire Slayer: Sacrifice) è un videogioco ispirato alla serie televisiva Buffy l'ammazzavampiri ed è disponibile per Nintendo DS.

## Trama
Buffy e gli altri Scoobies sono fuggiti in Scozia dopo la distruzione di Sunnydale, avvenuta per mano dell'esercito de Il Primo, ma vengono nuovamente attirati nei resti della ormai desolata e deserta città dopo aver scoperto un modo per riportare in vita Spike, morto sacrificandosi per salvare il mondo proprio dal Primo. Si tratta di un potente incantesimo che, per funzionare, necessita dell'amuleto del potere, che era stato donato a Buffy da Angel alcuni mesi prima. L'incantesimo, all'inizio, sembra non funzionare, ma, all'improvviso, l'amuleto si rompe ed il gruppo capisce che Spike, finalmente, è potuto ritornare alla vita. Ma purtroppo, a causa di un patto andato storto con un demone che Spike ha effettuato nell'aldilà fa sì che, insieme a lui, tornino anche tutti i nemici che la cacciatrice ha ucciso nel corso della sua vita.

## Caratteristiche
- Azioni in prima e terza persona.
- Il videogioco è stato sceneggiato dagli stessi autori della serie TV.
- Buffy dovrà combattere contro schiere di vampiri, 12 boss e contro Il Primo, il nemico più antico e potente della cacciatrice.

## Personaggi
L'unico personaggio giocabile è Buffy che potrà essere usata sia in prima che terza persona e sarà in grado di utilizzare oltre 20 tipi di armi diverse e sfruttare numerosi incantesimi grazie a Willow.
- Buffy Summers
- Willow Rosenberg
- Xander Harris
- Spike
- Angel
- Giles

## Modalità
Il gioco si suddivide in due modalità:

### Modalità Storia
Questa modalità è divisa in capitoli, nei quali Buffy sarà costretta ad affrontare tutti i demoni che ha ucciso nel corso della sua vita, all'interno di una rediviva Sunnydale, ricostruita dopo i fallimentari risultati di un incantesimo e di un patto andato storto tra Spike ed un demone dell'aldilà. Vi è a disposizione un ampio numero di scenari, tra cui il Liceo Sunnydale, un cimitero, il Magic Shop, il Bronze e la casa di Buffy. Si può inoltre disporre di un'ampia varietà di armi, come paletti di legno, coltelli, granate, acqua santa e svariati oggetti trovati in giro.
Durante il corso della storia, Buffy potrà effettuare alcuni incantesimi attraverso Willow, che le farà da tramite. Gli incantesimi saranno sbloccabili nel corso del gioco e raccolti in un libro magico consultabile dall'inventario. Buffy potrà anche recuperare energia grazie all'ausilio di garze speciali reperibili in alcuni punti degli scenari e anche mana magica (utile per effettuare gli incantesimi) grazie ai punti di recupero della mana, posti in contenitori simili alle garze.

### Modalità Sfida
In questa modalità, Buffy, questa volta in prima persona, dovrà superare una serie di scenari, uccidendo ogni nemico che le si pari davanti. Le armi, gli incantesimi e le modalità di recupero sono le stesse della Modalità Storia.